# Polabský mlýn
Polabský mlýn (Podlabský, Čertovský, Kosairův) v Pšovce u Mělníka v okrese Mělník je vodní mlýn, který stojí na říčce Pšovka. Od roku 2010 je chráněn jako nemovitá kulturní památka České republiky; předmětem památkové ochrany je obytná budova, budova mlýnice, budova šalandy, konírna, stodola, ohradní zeď s branami a pozemky vymezeného areálu.

## Historie
Mlýn je zmiňován již ve středověku jako majetek kláštera v Pšovce; později přešel do vlastnictví statku Jeviněves. Dne 28. března 1740 jej koupil František Antonín Lichmann. Počátkem 20. století byl přestavěn na velký válcový mlýn.

## Popis
Mlýn je situován při potoku na západní straně Čertovské ulice. Východním směrem stojí augustiniánský klášter, na západní straně na náspu vede silnice do přístavu a železniční koleje; násep zabírá část původní mlýnské zahrady a je veden v těsné blízkosti severozápadního nároží obytné budovy mlýna. Mlýnice a dům jsou pod jednou střechou, ale dispozičně oddělené. Zděná obytná budova je jednopatrová, mlýnice třípatrová. Vedlejší provozní budova a další hospodářská budova jsou jednopatrové. Na štítě mlýna v omítce je datování 1910.
Voda na vodní kolo a později na turbínu vedla náhonem umístěným mezi dvě provozní budovy. V roce 1930 byla ve mlýně jedna Francisova turbína (spád 2,2 m, výkon 7,6 HP; zanikla).